# Voyage de plaisir
Pour les articles homonymes, voir Camping (homonymie).
Pour plus de détails, voir Fiche technique et Distribution.
Voyage de plaisir (Camping) est une comédie italienne réalisée par Franco Zeffirelli et sortie en 1958.

## Synopsis
Les deux jeunes amoureux Tao et Valeria décident de passer des vacances intimes loin de la routine quotidienne. Mais les parents de Valeria, méfiants à l'égard de son petit ami, veulent que Nino, le frère de Valeria, les accompagne.
Après un voyage plein de péripéties, à bord d'un side-car, ils se retrouvent dans un camping peuplé principalement de touristes allemands, attirés par la beauté envoûtante de Valeria, qui devra subir le regard constant de son petit ami et de son frère.

## Fiche technique
- Titre français : Voyage de plaisir[1]
- Titre original italien : Camping ou Gita di piacere[2]
- Réalisation : Franco Zeffirelli
- Scénario : Leonardo Benvenuti, Piero De Bernardi, Lucia Drudi Demby (it), Nino Manfredi, Paolo Ferrari, Anna Gobbi, Franco Zeffirelli
- Photographie : Gábor Pogány
- Montage : Mario Serandrei
- Musique : Armando Trovajoli
- Décors : Lamberto Giovagnoli
- Costumes : Paolo Poli
- Production : Carlo Ponti, Clemente Fracassi, Sandro Pallavicini
- Sociétés de production : Carlo Ponti Cinematografica
- Pays de production :  Italie
- Langue originale : italien
- Format : Noir et blanc - 1,66:1 - Son mono
- Genre : Comédie
- Durée : 94 minutes
- Dates de sortie :
  - Italie : 5 avril 1958 (Rome) ; 23 avril 1958 (Milan) ; 23 mai 1958 (Turin) ;
  - France : 1960

## Distribution
- Marisa Allasio : Valeria
- Nino Manfredi : Nino
- Paolo Ferrari : Tao
- Lyla Rocco : Nanni
- Francesco Luzi : Franz
- Horiuchi Kaida : la Japonaise
- Pina Cei
- Franca Mazzoni
- Francesco Mulè : le prêtre
- Pierangelo Ciccoletti
- Giovanni Cimara
- Delia Valle
- Lamberto Antinori
- Paolo Poli
- Roberto Paoletti

## Accueil
Le film enregistre 2 219 416 entrées, rapportant 330 693 052 lires italiennes et se plaçant 76e box-office Italie 1957-1958.
Selon la critique parue dans Il Messaggero du 6 avril 1958 : « Voici encore un film réalisé avec peu de moyens, peu ambitieux dans ses intentions, et tombant m vulgarité, mais néanmoins facile à regarder et réussissant à plusieurs reprises à divertir le public avec légèreté ».